# کلودیو مافی
کلودیو مافی (انگلیسی: Claudio Maffei؛ زادهٔ ۲۳ دسامبر ۱۹۹۹) بازیکن فوتبال اهل ایتالیا است.